# Stygmatyzacja
Stygmatyzacja, naznaczanie – proces nadawania określeń dotyczących zachowania jednostkom, grupom społecznym lub kategoriom społecznym, w wyniku czego przyjmują one nadane im cechy i zaczynają działać zgodnie z przypisanymi im etykietami.
Proces naznaczania społecznego (przypięcie komuś etykietki) odbywa się zawsze przy określaniu negatywnej grupy odniesienia, na przykład nazwaniu kogoś, kto złamał prawo, kryminalistą.
Naznaczanie bywa przyczyną deprecjonowania jednostek i grup społecznych. Jest on też bazowym mechanizmem tworzenia stereotypów.

## Stygmatyzacja w psychiatrii
Stygmatyzacja może stanowić niepożądany skutek diagnozy psychiatrycznej lub psychologicznej, polegający na klasyfikowaniu ludzi według procedury zero-jedynkowej. Źródłem negatywnego myślenia o jednostce może być osobowość diagnosty, jego wcześniejsze kontakty z osobami z danej grupy i oficjalne stereotypy.
Postawa prokuratorska to przypisywanie negatywnych etykiet, czyli uproszczonych form kategoryzacji społecznej w sposób jawny lub ukryty; negatywne wartościowanie jednostki bez wyjaśnienia przyczyn zachowania.
Stygmatyzacja jest procesem, w którym etykietę nadaje się osobom niespełniającym oczekiwań innych – nietypowym w wyglądzie, zachowaniu, poglądach, odmiennym kulturowo lub rasowo, niechętnym lub nieumiejącym zachowywać się zgodnie z przyjętymi normami (osoby należące do subkultur).

### Schemat wpływu stygmatu na jednostkę
Etykietowanie wpływa zwrotnie na sposób myślenia „chorego” o sobie w kategoriach zawartych w stygmacie, jednostka zaczyna wierzyć w dysponowanie przypisywanymi właściwościami, utożsamiać się z nimi i zachowywać zgodnie z treścią stygmatu, spełniając oczekiwania społeczne.
1. Delegacja najsłabszego członka rodziny do integracji systemu rodzinnego przez manifestację jego patologii zaburzeniem psychicznym. „Chory” czuje się bezradny i bezsilny z powodu braku wsparcia dla jego działań antystygmatyzujących.
2. Zmiana pozycji społecznej. Jednostka otrzymuje komunikaty o nieufności, strachu, podejrzliwości.
3. Odrzucenie przez otoczenie społeczne.
4. Obniżenie poczucia własnej wartości, poczucia bezpieczeństwa i zaufania do siebie i innych, wzrost poczucia zagrożenia. Prowadzi to do zachowań mających na celu pokazanie się z innej strony, wzmagając podejrzliwość otoczenia, co jednostka interpretuje w kategoriach wszystko, co robię, jest złe.
5. Wyuczona bezradność – myślenie o sobie i swoim zachowaniu w kategoriach braku wpływu staje się regułą. Dochodzi do izolacji społecznej, obniżenia nastroju i motywacji do zmiany sytuacji.
6. Efekt Golema – samospełniające się przewidywania dotyczące negatywnych wartościowań własnej osoby. Jednostka zaczyna myśleć o sobie jako o chorym psychicznie.

## Pozytywna rola procesu naznaczania
Pozytywnym skutkiem procesu naznaczania, wykorzystywanym w terapii, jest (między innymi) wychodzenie z uzależnień. Pierwszym krokiem jest autonaznaczenie, czyli werbalizacja braku kontroli nad sobą, warunek niezbędny powodzenia terapii.